# Уайлдс, Майк
Майк Уа́йлдс (англ. Mike Wilds, 7 января 1946 года, Лондон) — британский автогонщик, участник чемпионата мира по автогонкам в классе Формула-1.

## Биография
Первоначально работал в компании Firestone. В 1965 году дебютировал в клубных гонках, в 1972 году перешёл в Формулу-3. Через два года стартовал в Формуле-5000, при поддержке компании Dempster Developments принял участие в Гран-при Великобритании 1974 года в «Формуле-1» на частном автомобиле March 731 (не прошёл квалификацию). В конце сезона того же года стартовал ещё в четырёх Гран-при «Формулы-1», в которых лишь один раз прошёл квалификацию в США, в гонке отстал от победителя на девять кругов и не попал в итоговую классификацию. В начале 1975 года дважды стартовал в «Формуле-1» на автомобиле BRM, оба раза не добрался до финиша, после чего вернулся в «Формулу-5000». В 1976 году предпринял ещё одну попытку закрепиться в «Формуле-1», но не прошёл квалификацию на Гран-при Великобритании. В 1978 году выиграл гоночную серию Aurora AFX в классе «Формула-2», в 1980—1988 годах восемь раз участвовал в гонке «24 часа Ле-Мана».

## Результаты гонок в Формуле-1
| Легенда к таблице |                                                                    |
| --- | ------------------------------------------------------------------ |
| В таблице перечислены результаты всех Гран-при Формулы-1, в которых принимал участие гонщик. Строками таблицы являются сезоны, столбцами — этапы чемпионата мира. В каждой клетке указаны сокращённое название этапа и результат, дополнительно обозначенный цветом. Расшифровка обозначений и цветов представлена в нижеследующей таблице. |                                                                    |
| \| Пример \| Описание \| \| ------------ \| ------------------------------------------------------------------ \| \| 1 \| Победитель \| \| 2 \| Второе место \| \| 3 \| Третье место \| \| 5 \| Финишировал, заработав очки \| \| Сход \| Не финишировал, но при этом заработал очки \| \| 12 \| Финишировал, не получив очков \| \| НКЛ \| Финишировал, но не попал в финальную классификацию \| \| 15 \| Участвовал вне зачёта, либо по отдельной классификации \| \| 18 \| Не финишировал, но попал в финальную классификацию \| \| Сход \| Не финишировал \| \| НКВ \| Не прошёл квалификацию \| \| НПКВ \| Не прошёл предквалификацию \| \| ДСК \| Дисквалифицирован \| \| ИСК \| Исключён из протокола соревнований \| \| ТТ \| Заявлен для участия только в тренировках \| \| НС \| Участвовал в квалификации, но не стартовал в гонке \| \| Т \| Травмирован или болен \| \| ОТК \| Отказ от участия \| \| НТР \| Прибыл на соревнования, но на трассу не выезжал \| \| НПР \| Был заявлен в числе участников, но не прибыл к началу соревнований \| \| О \| Соревнования отменены \| \| \| Не участвовал \| \| Поул-позиция \| \| \| Быстрый круг \| \| |                                                                    |
| Пример | Описание                                                           |
| 1 | Победитель                                                         |
| 2 | Второе место                                                       |
| 3 | Третье место                                                       |
| 5 | Финишировал, заработав очки                                        |
| Сход | Не финишировал, но при этом заработал очки                         |
| 12 | Финишировал, не получив очков                                      |
| НКЛ | Финишировал, но не попал в финальную классификацию                 |
| 15 | Участвовал вне зачёта, либо по отдельной классификации             |
| 18 | Не финишировал, но попал в финальную классификацию                 |
| Сход | Не финишировал                                                     |
| НКВ | Не прошёл квалификацию                                             |
| НПКВ | Не прошёл предквалификацию                                         |
| ДСК | Дисквалифицирован                                                  |
| ИСК | Исключён из протокола соревнований                                 |
| ТТ | Заявлен для участия только в тренировках                           |
| НС | Участвовал в квалификации, но не стартовал в гонке                 |
| Т | Травмирован или болен                                              |
| ОТК | Отказ от участия                                                   |
| НТР | Прибыл на соревнования, но на трассу не выезжал                    |
| НПР | Был заявлен в числе участников, но не прибыл к началу соревнований |
| О | Соревнования отменены                                              |
| | Не участвовал                                                      |
| Поул-позиция |                                                                    |
| Быстрый круг |                                                                    |

| Год  | Команда         | Шасси       | Двигатель | 1        | 2        | 3   | 4   | 5   | 6   | 7   | 8   | 9       | 10      | 11  | 12      | 13      | 14      | 15      | 16  | Место | Очки |
| ---- | --------------- | ----------- | --------- | -------- | -------- | --- | --- | --- | --- | --- | --- | ------- | ------- | --- | ------- | ------- | ------- | ------- | --- | ----- | ---- |
| 1974 | Dempster Racing | March 731   | Cosworth  | АРГ      | БРА      | ЮАР | ИСП | БЕЛ | МОН | ШВЕ | НИД | ФРА     | ВЕЛ НКВ | ГЕР |         |         |         |         |     | -     | 0    |
| 1974 | Ensign          | Ensign N174 | Cosworth  |          |          |     |     |     |     |     |     |         |         |     | АВТ НКВ | ИТА НКВ | КАН НКВ | США НКЛ |     | -     | 0    |
| 1975 | BRM             | BRM P201    | BRM       | АРГ Сход | БРА Сход | ЮАР | ИСП | МОН | БЕЛ | ШВЕ | НИД | ФРА     | ВЕЛ     | ГЕР | АВТ     | ИТА     | США     |         |     | -     | 0    |
| 1976 | Team P R Reilly | Shadow DN3  | Cosworth  | БРА      | ЮАР      | СШЗ | ИСП | БЕЛ | МОН | ШВЕ | ФРА | ВЕЛ НКВ | ГЕР     | АВТ | НИД     | ИТА     | КАН     | США     | ЯПО | -     | 0    |